# Сін-мубалліт
Сін-мубалліт (д/н — 1793 до н. е.) — 5-й цар Вавилона близько 1813—1793 років до н. е. (за короткою хронологією — 1749—1729 до н. е.). Ім'я перекладається як «Сін-оживлювач».

## Життєпис
Походив з I Вавилонської (Аморейської) династії. Син царя Апіль-Сіна. Поновив загарбницьку політику. На 2-й рік володарювання уклав союзи з містами-державами Урук, Ісін, Рапікум і деякими племенами сутіїв, утворивши коаліцію, спрямовану проти Ларсу. Але володар останнього Рім-Сін 1810/1808 року до н. е. переміг цю коаліцію.
На 11-му році панування зумів посунути південний кордон держави трохи південніше від Дільбату. Водночас надав допомогу вождю ханійців Шамші-Адада I проти держави Марі.
При цьому у 1803—1802 роках до н. е. Сін-мубалліт не надав допомоги архіваріусу Анаму, фактичному правителю Урука, внаслідок чого Рім-Сін захопив Урук. На 14-му році вавилонський цар виступив проти амбіцій Ларса. Сам Сін-мубалліт повідомляє про перемогу над військом Ура, міста у складі держави Рім-Сіна. Також захоплено священне місто Ніппур. Втім зрештою ймовірно Вавилон зазнав поразки, визнавши зверхність Ларси. Згодом вавилонські війська брали участь у кампанії Рім-Сіна проти Дамік-Ілішу I, царя Ісіна. На 16-му році Сін-мубалліту навіть вдалося на деякий час підпорядкувати це місто-державу.
Разом з війнами продовжив політику зведення фортець та укріплень, іригаційні роботи. Вже в перший рік звів браму Шиарбат в Вавилоні. На 2-й рік відбулося прориття каналу, що отримав ім'я вавилонського царя. На 4-й рік наказав спорудити трон бога Шідада. На 6-й рік споруджено фортецю Дур-Дімат-Дада. На 7-й рік прорито канал Аа-хегаль («Достаток Аа»). На 9-й рік споруджено нову фортецю Дур-Сін-мубалліт. Наступного року зведено нову вавилонську браму Каркара. 11 року панування Сін-мубалліт звів стіну в місті Марада. 12 року прорито канал Туту-хегаль («Достаток Туту»). На 14 рік в Вавилоні зведено браму Ереша, а в 17-й рік споруджено стіну База. До кінця свого панування перетворив Вавилонію у міцну політичну та економічну державу.
Йому спадкував син Хаммурапі.